# Trabers
Trabers (westallgäuerisch: Trabars) ist ein Gemeindeteil der bayerisch-schwäbischen Gemeinde Stiefenhofen im Landkreis Lindau (Bodensee).

## Geographie
Der Weiler liegt circa drei Kilometer südöstlich des Hauptorts Stiefenhofen und zählt zur Region Westallgäu. Zum Ort gehören einige zerstreut gelegene Alpen. Östlich und südlich des Orts befindet sich die Gemeindegrenze zu Missen-Wilhams und Oberstaufen im Landkreis Oberallgäu.

## Ortsname
Der Ortsname stammt vom Familiennamen Traber ab und bedeutet Siedlung des Traber.

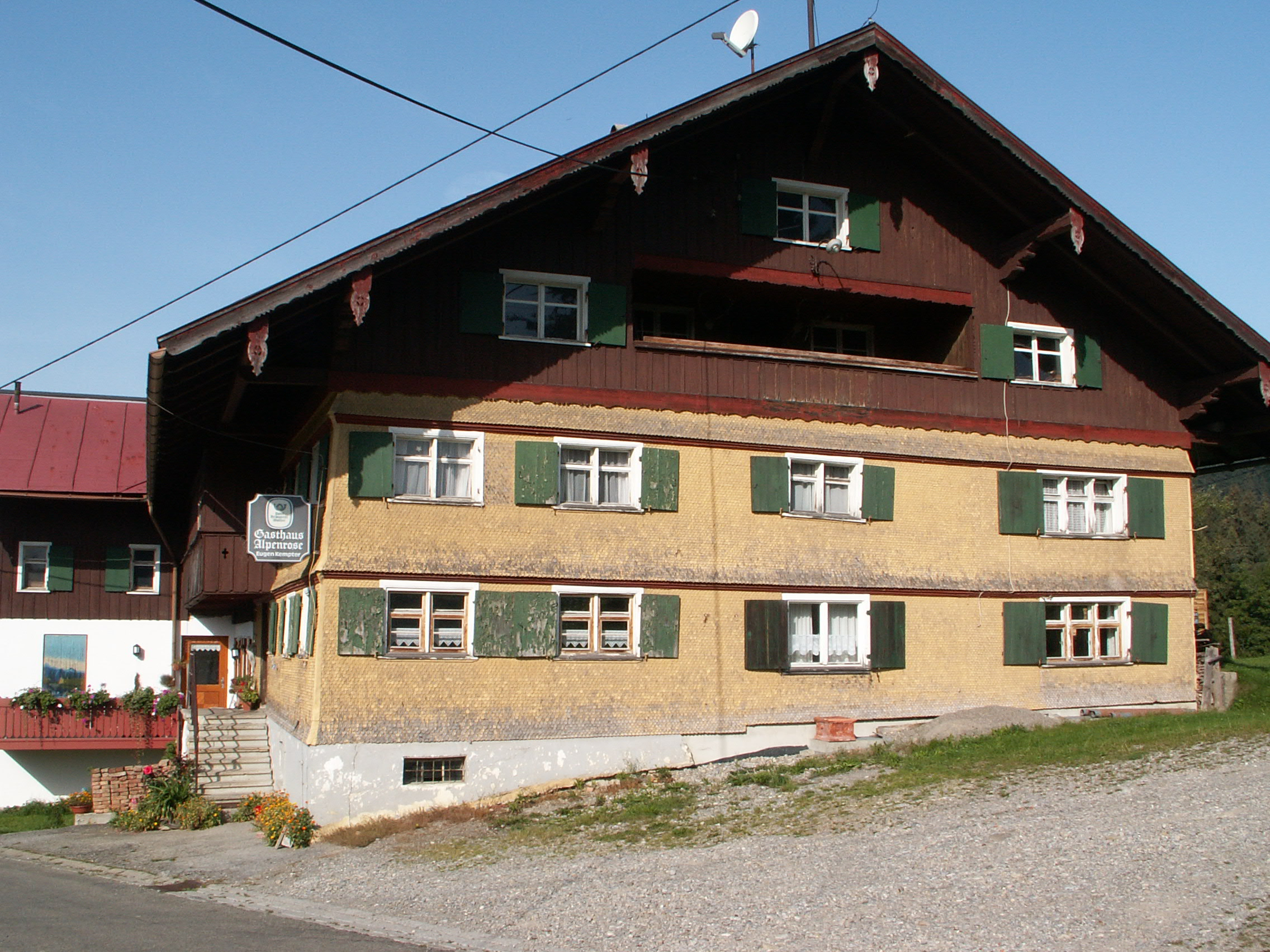
Gasthof Alpenrose in Trabers (2006)

## Geschichte
Trabers wurde erstmals im Jahr 1448 als Trabersgeschwänd urkundlich erwähnt. In Trabers befand sich eine Mahlmühle, die spätestens im Jahr 1773 zugunsten der Weißenbachmühle aufgegeben wurde. 1798 fand die Vereinödung in Trabers statt. Im Jahr 1808 wurden sieben Wohnhäuser im Ort gezählt. In der ersten Hälfte des 20. Jahrhunderts befand sich bei Trabers am Rotheidebach ein Kohlebergwerk, die sogenannte Karg-Zeche.